# جون طومسون (كرة سلة)
جون طومسون (بالإنجليزية: John Thompson) مواليد 2 سبتمبر 1941 في واشنطن العاصمة، هو لاعب كرة سلة أمريكي أصبح مدرباً بدأ مسيرته الاحترافية في سنة 1964. يبلغ طوله 6 قدم 10 بوصة (2.1 م). اعتزل اللعب في 1966.

## فرق لعب لها
- بوسطن سيلتكس

## روابط خارجية
- جون طومسون على موقع إن بي أي (الإنجليزية)
- جون طومسون على موقع سبورتس رفرنس (الإنجليزية)
- جون طومسون على موقع كلية كرة السلة في سبورتس رفرنس.كوم (الإنجليزية)
- جون طومسون على موقع ريلجم (الإنجليزية)
- جون طومسون على موقع بروبوليرز (الإنجليزية)
- جون طومسون على موقع كلية كرة السلة في سبورتس رفرنس.كوم (الإنجليزية)
- جون طومسون على موقع أوليمبيديا (الإنجليزية)